# Zamek Blair
Zamek Blair (ang. Blair Castle, gael. Caisteil Bhlàir) – zamek położony w Szkocji w jednostce administracyjnej Perth and Kinross. Już w 1269 została wybudowana tu wieża, która istnieje do dziś. W średniowieczu budowlę odnowiono i rozbudowano do postaci zamku. Zamek jest siedzibą rodu Murrayów, który dzierży tytuł księcia hrabstwa Atholl, pomimo że obecny, jedenasty książę, mieszka w Południowej Afryce.
Wewnątrz posiadłości znajduje się muzeum, które oferuje zwiedzanie pomieszczeń zamku pełnych kolekcji broni, trofeów zwierząt, a także pamiątek związanych z rodem Murrayów.
Do posiadłości należą ponadto duże tereny parkowe, a także zagrody dla jeleni i saren. Rosnąca w ogrodach zamku jodła olbrzymia jest drugim co do wysokości drzewem w Wielkiej Brytanii (62,7 m).
Właściciel zamku jest posiadaczem jedynej w Europie prywatnej armii.

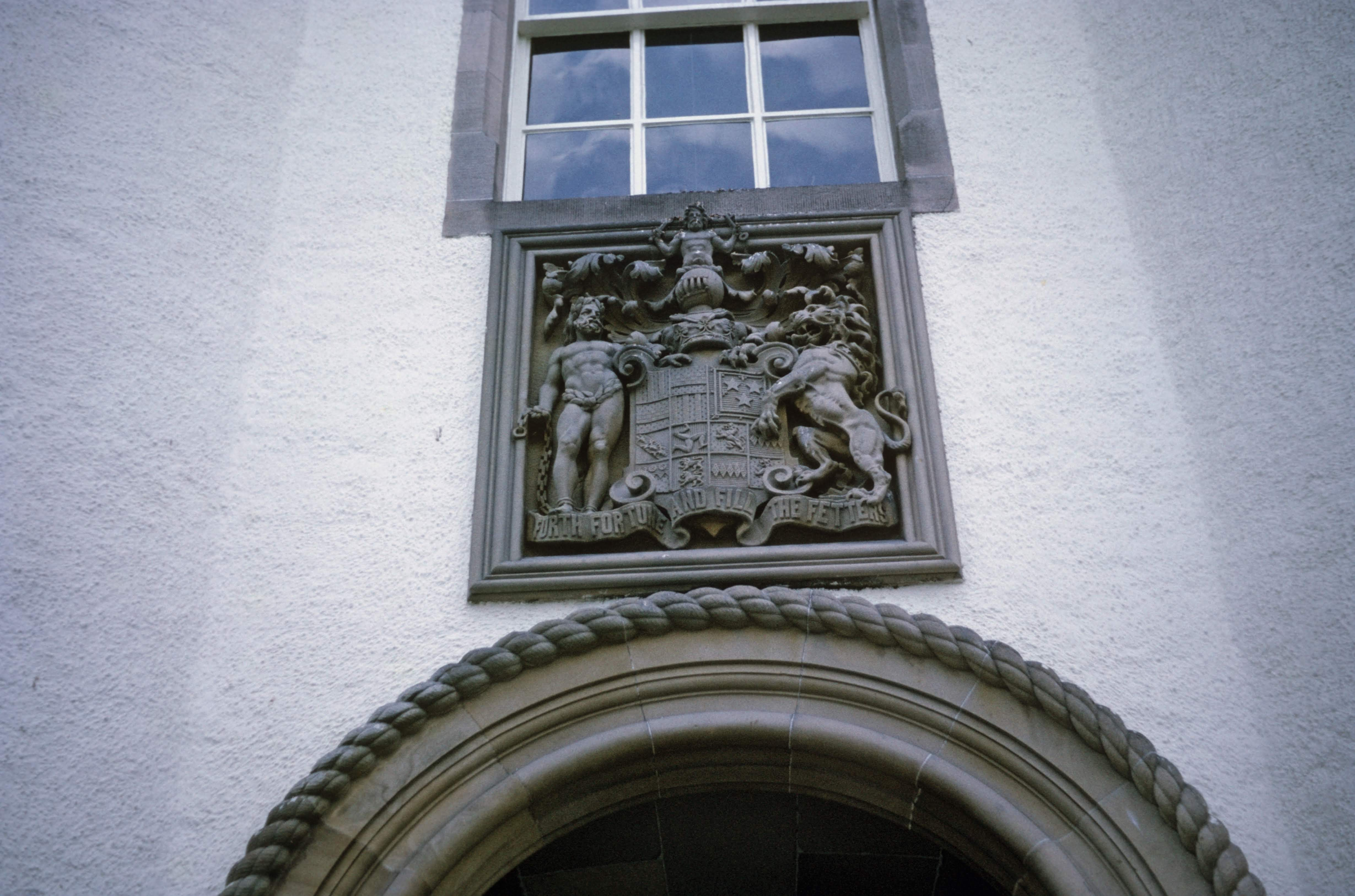
Herb Murraya, ks. Atholl
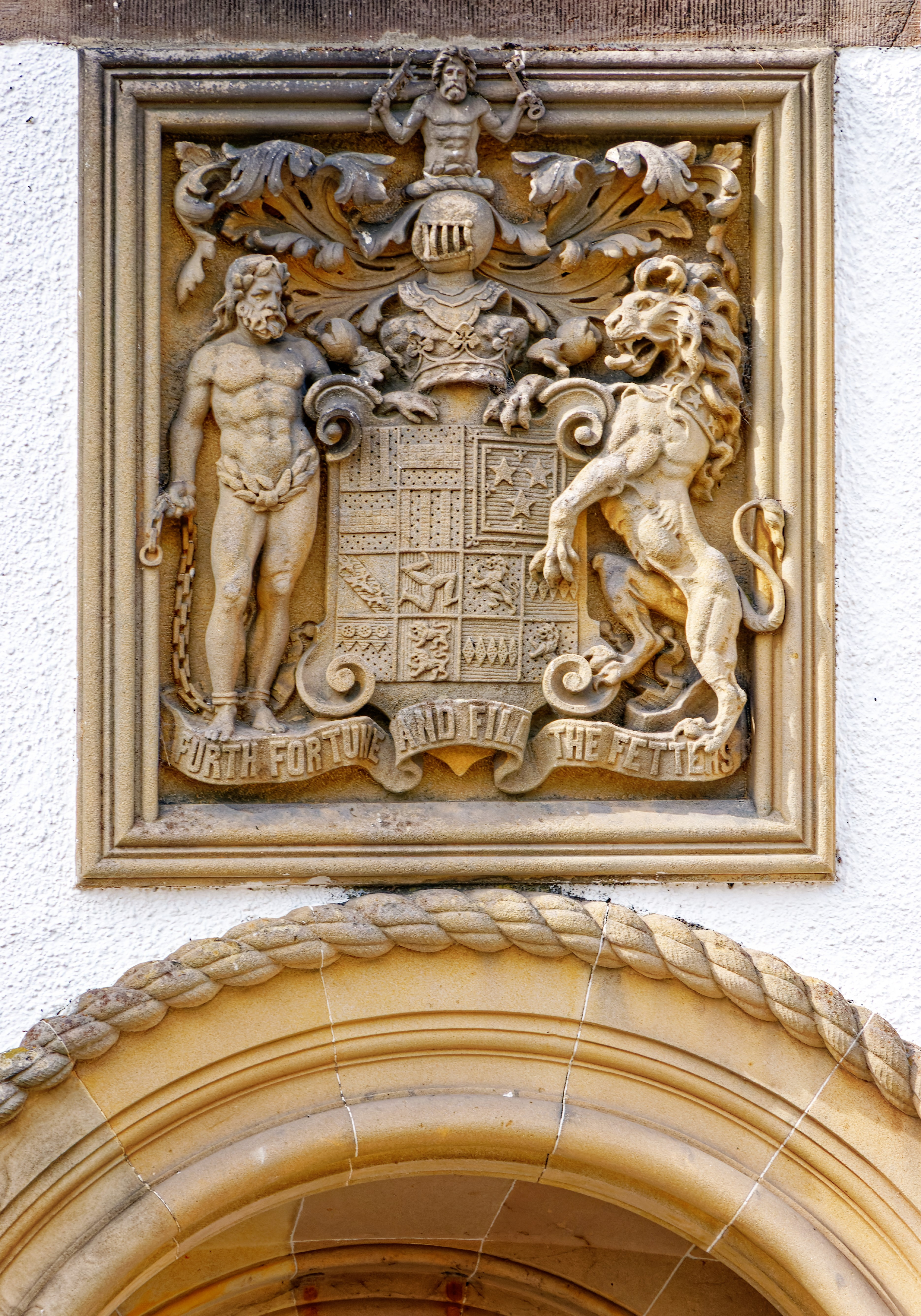
Herb Murraya, ks. Atholl
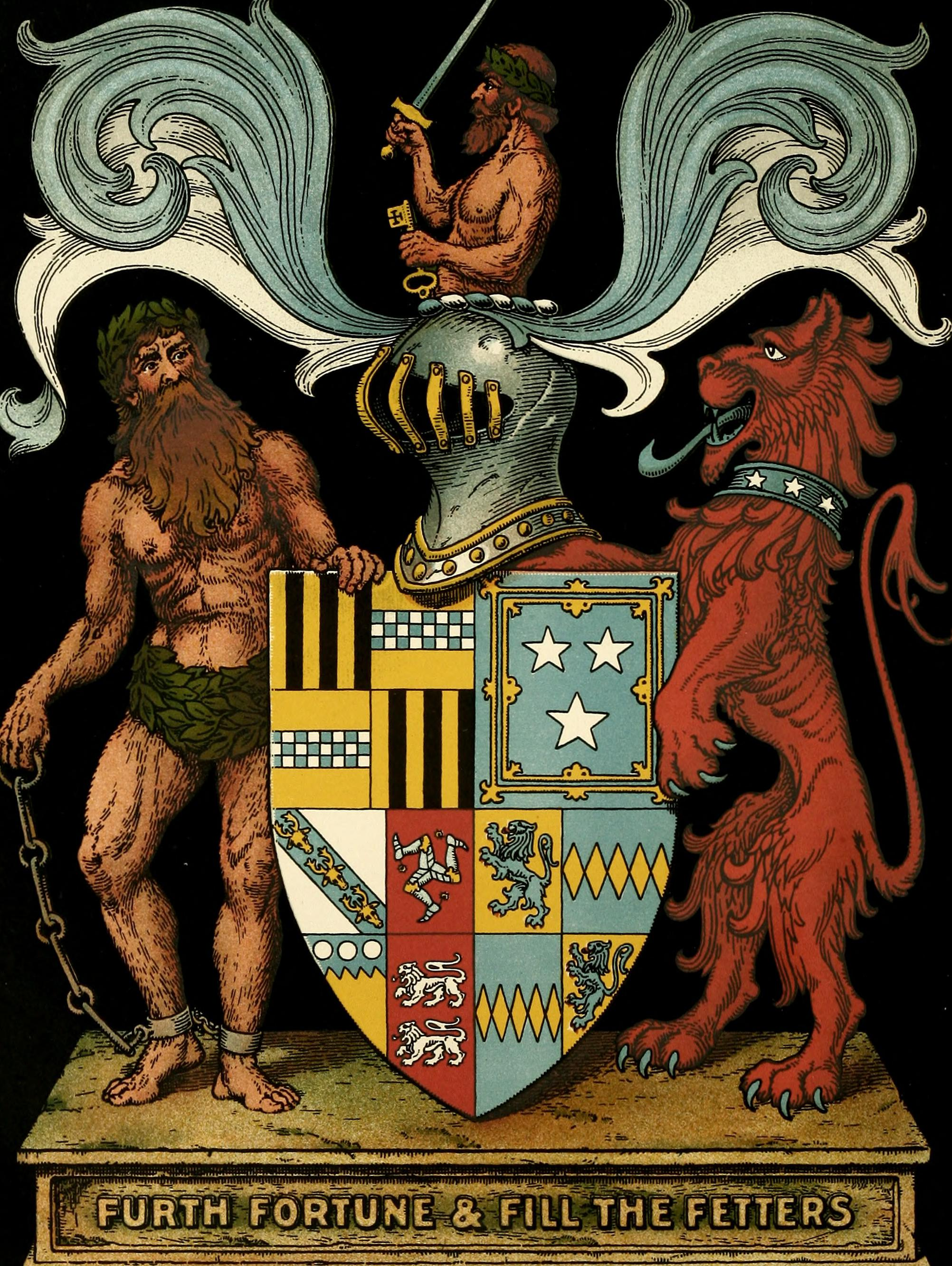
Herb Johna Stewarta Murraya, 7. ks. Atholl
Herb Johna Stewarta Murraya, 7. ks. Atholl